# Алутин, Владимир Андреевич
Влади́мир Андре́евич Алу́тин (1895—1937) — полковник Рабоче-крестьянской Красной Армии, участник Гражданской войны, дважды Краснознамёнец (1922, 1923).

## Биография
Владимир Алутин родился в 1895 году в селе Ключи (ныне — в Вольском районе Саратовской области). Окончил начальную школу.
После Октябрьской революции пошёл на службу в Рабоче-крестьянскую Красную Армию. В 1919 году вступил в партию большевиков. Участвовал в боях Гражданской войны, будучи командиром роты, батальона 95-го стрелкового полка. Неоднократно отличался в боях.
Приказом Революционного Военного Совета Республики № 65 в 1922 году Владимир Алутин был награждён первым орденом Красного Знамени РСФСР.
Приказом Революционного Военного Совета Республики № 353 в 1923 году Владимир Алутин вторично был награждён орденом Красного Знамени РСФСР.
После окончания войны Алутин продолжил службу в Рабоче-крестьянской Красной Армии. Был помощником командира стрелкового полка, затем помощником коменданта Московского Кремля. Позднее Алутин был назначен командиром 250-го стрелкового полка 84-й стрелковой дивизии, а ещё через некоторое время стал помощником начальника 2-го отдела Административно-мобилизационного управления РККА. Проживал в Москве.
22 сентября 1937 года Алутин был арестован органами НКВД СССР по обвинению в членстве в троцкистской организации и участии в антисоветском военно-фашистском заговоре. 15 ноября 1937 года Военная коллегия Верховного Суда СССР признала Алутина виновным в предъявленных ему обвинениях и приговорила его к высшей мере наказания — расстрелу. Приговор был приведён в исполнение в тот же день. Прах Алутина захоронен на Донском кладбище Москвы.
Решением Военной коллегии Верховного Суда СССР от 11 июля 1957 года Владимир Андреевич Алутин был посмертно реабилитирован.